# フラテウリア属
フラテウリア属はグラム陰性非芽胞形成偏性好気性桿菌。極鞭毛を持ち運動性を有する場合がある。キサントモナス科に属し、基準種はフラテウリア・アウランティア。名称はベルギーの微生物学者ジョセフ・フラテールに因む。GC比は63.4から67.4。
カタラーゼ陽性、オキシダーゼ陰性。花や果物から発見される。グルコースやフルクトース、アラビノース、ラムノースなどを酸化し、エタノールから酢酸を生産することからかつては酢酸菌とみなされていたが、系統分析の結果キサントモナス科に再分類された。